# Szlak Przechadzkowy
 Szlak Przechadzkowy – turystyczny szlak pieszy we wschodniej części Kampinoskiego Parku Narodowego, łączący Izabelin z Wólką Węglową.

## Opis
Szlak rozpoczyna się  w Izabelinie, na skrzyżowaniu ul. 3 Maja i Krasińskiego. Następnie prowadzi na zachód do ul. Prymasowskiej, którą potem wiedzie na północ, przekraczając granicę Kampinoskiego Parku Narodowego. Po 0,6 km krzyżuje się z Podwarszawskim Szlakiem Pamięci i ścieżką dydaktyczną KPN „Do leśnego ogródka botanicznego”. Po kolejnych 600 m odbija na wschód, gdzie łączy się z Południowym Szlakiem Krawędziowym i doprowadza na Górę Ojca, poświęconą księdzu Władysławowi Korniłowiczowi, związanemu z Zakładem Niewidomych w Laskach. Dalej wiedzie na wschód aż do uroczyska Michałówka, gdzie przecina się ze Szlakiem im. Stefana Żeromskiego oraz łączy się ze ścieżką dydaktyczną „Wokół Opalenia”. Następnie prowadzi na południe, by po ok. 500 m skręcić na wschód i doprowadzić do Jeziora Opaleń, po czym kieruje się na północ. Ponownie krzyżuje się ze Szlakiem im. Stefana Żeromskiego i okrąża Polanę Honorowych Dawców Krwi im. Ryszarda Skryckiego (polanę turystyczną Opaleń). Następnie skręca na wschód i doprowadza do Wólki Węglowej, na ul. Estrady.

## Przebieg szlaku

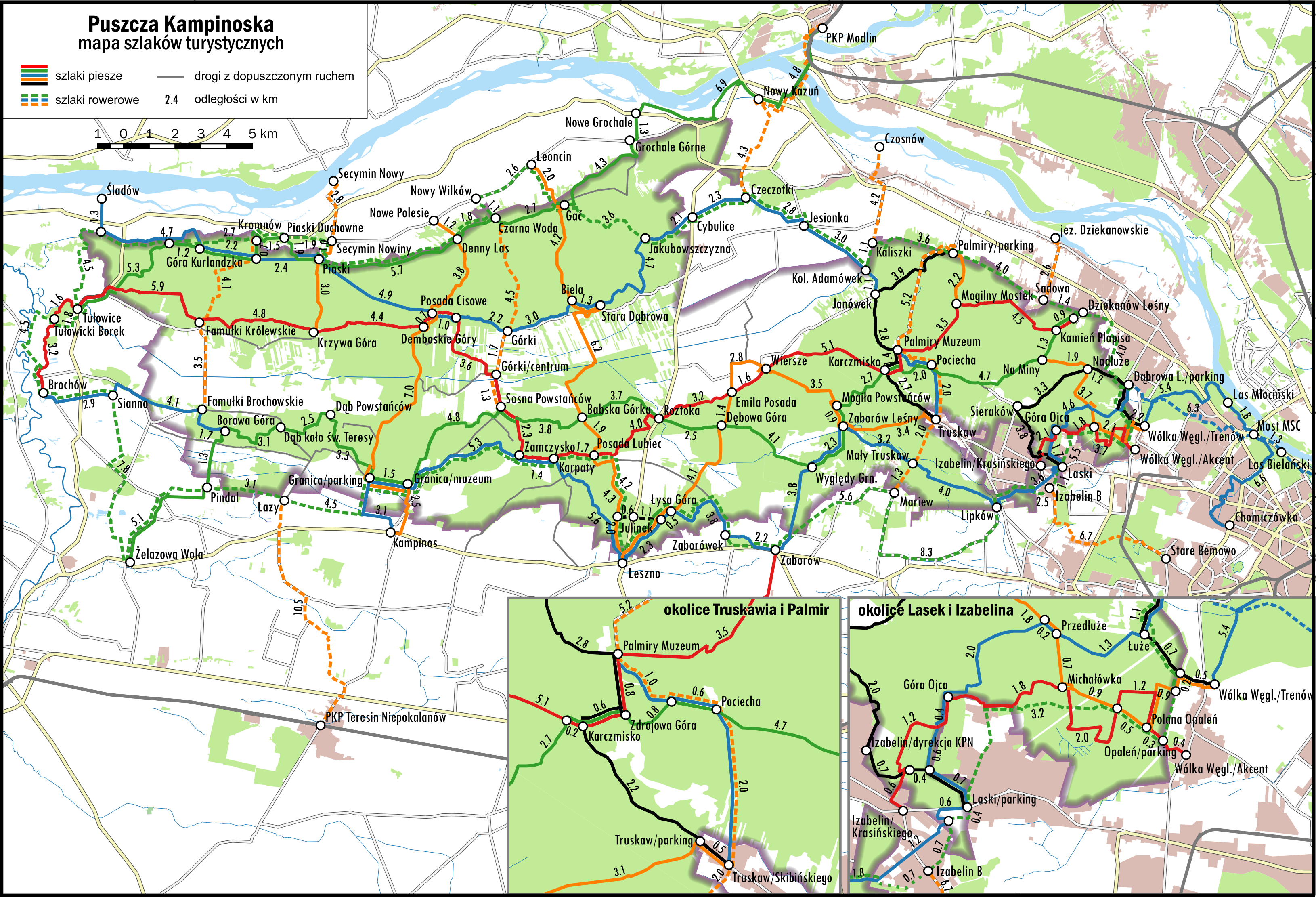
Szlaki piesze w Kampinoskim Parku Narodowym

| km  | Lokalizacja               | Atrakcje                      | Połączenie ze szlakiem                                  |
| --- | ------------------------- | ----------------------------- | ------------------------------------------------------- |
| 0,0 | Izabelin                  |                               |                                                         |
| 2,2 | Góra Ojca                 | Dostrzegalnia przeciwpożarowa | Południowy Szlak Krawędziowy                            |
| 3,6 | Michałówka                |                               | Szlak im. Stefana Żeromskiego                           |
| 4,7 | Opaleń                    |                               | Szlak im. Stefana Żeromskiego Kampinoski Szlak Rowerowy |
| 6,1 | Polana turystyczna Opaleń |                               | Szlak im. Stefana Żeromskiego Kampinoski Szlak Rowerowy |
| 7,3 | Wólka Węglowa             |                               |                                                         |